# Беркович, Звонимир
Зво́нимир Бе́ркович (сербохорв. Zvonimir Berković; 1 августа 1928[…], Белград — 9 июня 2009, Загреб) — хорватский кинорежиссёр, сценарист.

## Биография
Родился 1 августа 1928 года в Белграде.
С 15 лет жил в Хорватии, где и получил образование.
Последние годы Беркович занимался преподаванием, сотрудничал с рядом печатных изданий, писал книгу, до презентации которой не дожил один день.
Умер 9 июня 2009 года в Загребе.

## Фильмография

### Кинорежиссёр
| Год    | Оригинальное название                                          | Международное название   | Примечание |
| ------ | -------------------------------------------------------------- | ------------------------ | --- |
| 1962   | Moj stan                                                       | My Flat                  | «Приз жюри за короткометражный фильм» Каннского кинофестиваля (1963)                                                                                           |
| 1964   | Balada o pijetlu                                               | Ballad of a Rooster      | — |
| 1966/I | Rondo                                                          | Roundabout               | — |
| 1971   | Putovanje na mjesto nesrece                                    | The Scene of the Crash   | — |
| 1981   | Odmor u Hrvatskoj                                              | Holidays in Croatia      | — |
| 1982   | Uporna prekretnica                                             | —                        | — |
| 1985   | Любовные письма с подтекстом / Ljubavna pisma s predumisljajem | Love Letters with Intent | В главной роли — Ирина Алфёрова, особое признание жюри на Кинофестивале в Пуле. Премия общества хорватских кинокритиков за лучший югославский фильм 1985 года. |
| 1993   | Графиня Дора / Kontesa Dora                                    | Countess Dora            | Зрительская награда «Золотые ворота Пулы» Пулского кинофестиваля (1993)                                                                                        |
| 1993   | Графиня Дора / Kontesa Dora                                    | Countess Dora            | «Большая золотая арена» Пулского кинофестиваля (1993) |
| 1993   | Графиня Дора / Kontesa Dora                                    | Countess Dora            | Награда «Октавиан» за лучший фильм Дней хорватского кино (1994)                                                                                                |

### Сценарист
| Год  | Оригинальное название        | Международное название | Примечание                                                              |
| ---- | ---------------------------- | ---------------------- | ----------------------------------------------------------------------- |
| 1956 | Opsada                       | The Siege              | —                                                                       |
| 1958 | Moj dom                      | —                      | —                                                                       |
| 1958 | H-8                          | —                      | —                                                                       |
| 1958 | Pozdravi s Jadrana           | —                      | —                                                                       |
| 1958 | I radnica i majka            | —                      | —                                                                       |
| 1961 | Karolina Riječka             | —                      | —                                                                       |
| 1962 | Moj stan                     | My Flat                | «Приз жюри за короткометражный фильм» Каннского кинофестиваля (1963)    |
| 1962 | Mala kronika                 | A Little Story         | В США фильм известен под названием «Everyday Chronicle».                |
| 1965 | Ključ                        | —                      | —                                                                       |
| 1966 | Rondo                        | Roundabout             | —                                                                       |
| 1971 | Putovanje na mjesto nesreće  | The Scene of the Crash | —                                                                       |
| 1985 | Любовные письма с подтекстом | —                      |                                                                         |
| 1993 | Графиня Дора / Kontesa Dora  | Countess Dora          | Зрительская награда «Золотые ворота Пулы» Пулского кинофестиваля (1993) |
| 1993 | Графиня Дора / Kontesa Dora  | Countess Dora          | «Большая золотая арена» Пулского кинофестиваля (1993)                   |
| 1993 | Графиня Дора / Kontesa Dora  | Countess Dora          | Награда «Октавиан» за лучший фильм Дней хорватского кино (1994)         |